# هنري أ. وايز
هنري أ. وايز هو سياسي أمريكي، ولد في 21 أغسطس 1906، وتوفي في 13 ديسمبر 1982. نشط حزبياً في الحزب الجمهوري. وقد انتخب عضو مجلس ولاية نيويورك ‏.